# Río Kamo (Kioto)

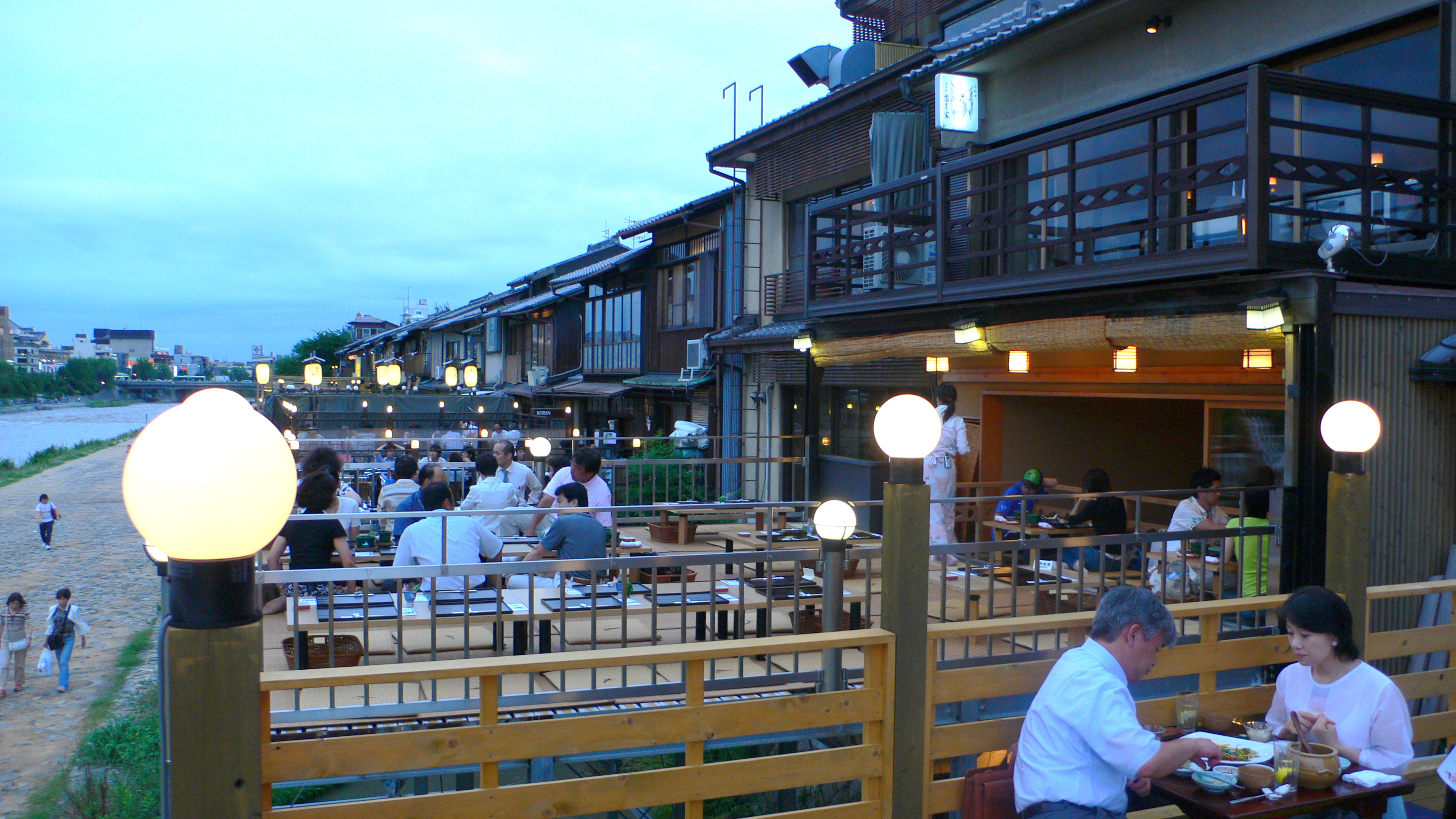

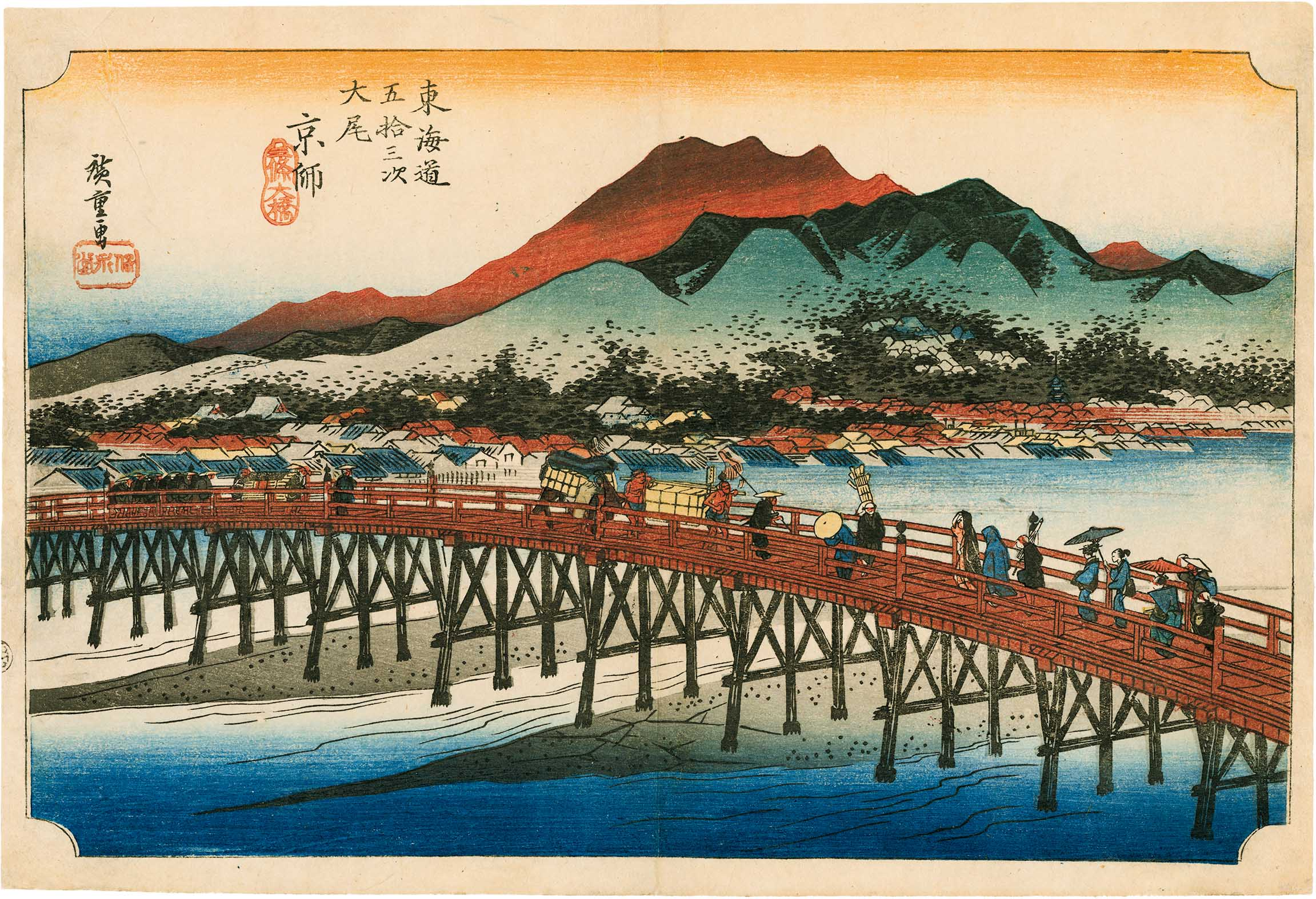
Hiroshige

El río de Kamo ('鴨 川 Kamo-gawa, río del pato) es un río situado en la prefectura de Kyoto, Japón.
Las orillas de los ríos son lugares de paseo populares para los residentes y turistas. En verano, los restaurantes abren balcones con vistas al río.
Hay caminos que se extienden a lo largo del río en los que se puede caminar y algunos trampolines que cruzan el río. El nivel del agua del río es generalmente  bajo; menos de un metro en la mayoría de los lugares. Durante la estación lluviosa, sin embargo, los caminos a veces se inundan en sus tramos más bajos.

## Geografía
El río Kamo tiene su origen en las montañas en la zona de Mount Sajikigatake, alrededor de la frontera de la aldea de Kumogahata y la aldea de Keihoku en la zona norte de Kioto. Fluye en la cuenca de Kioto desde el área de la ciudad llamada Kamigamo en la misma zona norte de la ciudad, desde allí dobla hacia el sureste y, en torno al lugar conocido como Demachi en el Kamigyō (o "Upper Kyoto" Takano río que fluye hacia abajo desde la dirección noreste, y no cambia de dirección hacia el sur debido a Kyoto Nakagyō ("Central") barrio. En las inmediaciones del puente Shijō en la calle Shijō en el centro de Kioto, el río Shirakawa se une a él.
En su parte sur, el río Horikawa y el río Takase occidental se unen con él y en Shimomukōjima-cho en la parte Shimotoba de la zona de Fushimi de la ciudad de Kioto, se une al río Katsura para convertirse en un afluente del río Yodo.
Hay una teoría que en épocas pasadas la corriente principal del río Kamo estaba a lo largo del río Horikawa cerca de 1 kilómetro (0,6 milla). Al norte del puente de Misono, cuando se estableció la capital de Heian (ahora Kyoto), el río fue desviado a su actual ruta. Según el historiador Herbert E. Plutschow, "Permitir que un río fluya y divida un capital habría simbolizado la desunión potencial de la nación." Una de las primeras tareas, por lo tanto, al desplegar el nuevo capital fue desviar los ríos. El río Kamo fluyó una vez por lo que es ahora la calle Horikawa y se encontró con el río Takano al sur de su confluencia actual.Por lo tanto, las obras a gran escala se requieren para preparar la tierra para la capital.La ciudad se estableció con su límite más septentrional en la confluencia actual De los ríos Kamo y Takano (justo al sur de la actual calle Imadegawa). 
Las riberas donde se unen el río Kamo y el río Takano se conocen como las Tadasu River Banks (Jp., Tadasu-gawara 糺 河 原). En el área triangular de la tierra aquí, hay la capilla del "Confluence del río" del santuario de Shimogamo, que conduce en el área forested, Tadasu-no-mori.

## Onomástica
En japonés el río se llama Kamo-gawa, escrito oficialmente usando el compuesto kanji 鴨 川. El primer kanji significa "pato silvestre" y se lee kamo, y el segundo kanji significa "río" y se lee gawa. Sin embargo, otros kanji aplicados a este nombre son 賀茂川 o 加 茂 川. La primera aparición en documentos históricos del kanji 賀茂川 está en el Yamashiro no kuni fudoki (山城 国 風土 記). En una entrada fechada el 19.º día del 6.º mes de 815 en la historia Nihonkiryaku (日本 記 略), se refiere como 鴨 川. 
Ahora, el río al norte de donde se une con el río Takano se distingue generalmente como el 加 茂 川 cuando está escrito en kanji, y el río al sur de allí se distingue como el 鴨 川.El área geográfica llamada Kamigamo, alrededor de la desembocadura del valle que conduce a la cuenca de Kioto, se convirtió en el hogar del clan Kamo (賀 茂) en la antigüedad. A partir de esto, surgió el nombre regional Otagi Región Kamo Block (愛 宕 郡 賀 茂 郷), y en consecuencia el nombre geográfico Kamo (賀 茂) establecer raíces. El nombre del río tomó después de este nombre geográfico. 
Desde el Puente Deai hasta el Puente de Iwaya al norte de la ciudad de Kioto se llama Kumogahatagawa (雲 が 畑 川) a medida que pasa por el pueblo de Kumogahata. Al norte del puente de Iwaya hasta su fuente el río de Kamo se conoce como Ojitanigawa (祖父 谷川).

## Historia
Cuando el palacio en la nueva capital de Heian (ahora Kioto) fue construido en el final del siglo VIII, el curso del río fue alterado para fluir al este del palacio.
Las inundaciones a menudo amenazaban la antigua capital. El Emperador Shirakawa recitó sus tres cosas inmanejables: Sōhei (monjes armados de Enryaku-ji), dados y el agua del río Kamo. En estos días, sin embargo, las riberas están reforzadas con hormigón y han mejorado los sistemas de drenaje. El comerciante Suminokura Ryōi construyó el río Takase en un paralelo con el río Kamo a principios del siglo XVII. El transporte se realizó en el canal en lugar de la inestable mainstream.
El encuentro entre Minamoto no Yoshitsune y Benkei en el puente Gojō (no el actual, pero presumiblemente Matsubara Bridge) sobre el río es una famosa leyenda establecida en el período de Heian tardío. El puente de Sanjō fue considerado como el extremo del oeste del Tōkaidō durante el período de Edo.
En el pasado, el río era una fuente crucial de agua potable relativamente pura para los residentes de Kioto. También desempeñó un papel en Kyo-Yuzen.